# Boy Wonder
Pour les articles homonymes, voir Manuel Ruiz, Ruiz, Wonder et Chosen Few.
Boy Wonder, de son vrai nom Manuel Alenjandro Ruiz, également connu sous le nom de Chosen Few, est un musicien, producteur de musique latine, et documentariste d'ascendance dominicaine et portoricaine. Il dirige son propre label discographique nommé Chosen Few Emerald Entertainment, Inc.

## Biographie
Manuel Alenjandro Ruiz est né le 17 mai 1978. Sous le nom de Boy Wonder, il commence une carrière dans la production de hip-hop de rue et se consacre particulièrement à sa passion musicale c’est-à-dire le reggaeton mais aussi le hip-hop latino.
En 2002, il produit le mix NYC latinos suivi de l'album Pocos Elegidos bien avant de produire le remix de reggaeton pour Shakira Mi Vida. Ce CD-DVD est une compilation de chanteurs de reggaeton et de hip-hop latino new yorkais, de Miami, du Texas, de Californie, de Porto Rico, Panama, et d'Espagne. Ce documentaire nous paraît comme un voyage autour du genre musical dont participent Yaga y Mackie, Zion y Lennox, Chingo Bling, Getto, L.D.A., Cheka, Don Omar. L'intérêt majeur de ce document est que Boy Wonder distingue bien hip-hop et reggaeton sur le plan musical. L'œuvre de ce producteur est une des meilleures références pour bien appréhender cette musique multiculturelle qui constitue un document précieux pour de futurs travaux de sociologie urbaine.
Les bandes originales associées à ses films connaissent un fort succès. En particulier, la bande originale de Chosen Few: El Documental est couronnée par un double album de platine et est nommé lors des prix Lo Nuestro 2006 dans la catégorie « album de l'année ». La bande originale de Chosen Few II: El Documental rassemble des grands noms de la scène latino, comme Pitbull ou Fuego (en).
Il est le jeune producteur du film documentaire Chosen Few: El Documental sorti en 2004. Il sort par la suite deux autres opus du même genre, Chosen Few II: El Documental en 2006 et Chosen Few III: El Documental en 2008. Toujours en 2008, il participe au titre et clip de Mi alma se muere avec le rappeur cubano-américain Pitbull et les chanteurs latinos de reggaeton, Omega (en) et Fuego.
En juillet 2010, Boy Wonder travaille avec Metropcs pour sponsoriser la tournée de sortie de l'album La Musica del futuro. Metropcs présente ainsi la tournée de sortie de l'album La Musica del futuro de Chosen Few. La tournée emmène Boy Wonder et Fuego dans 13 villes des États-Unis pour promouvoir l'édition limitée du téléphone Samsung Messager Mister Cartoon de Metropcs. Boy Wonder a travaillé avec Metropcs sur le troisième single de Fuego, Ya te olvide, un rythme merengue. La vidéo comporte également des apparitions de l'acteur Luis Guzmán et de Boy Wonder, ainsi que des co-vedettes Rosa Acosta et Tammy Torres. 
En 2021, il invite Natán el Profeta du groupe dominicain Aposento Alto, pour un nouveau projet de musique chrétienne intitulé Chosen Few Fe.

## Chosen Few Emerald Entertainment, Inc.
Chosen Few Emerald Entertainment Inc. est une société multimédia et gestion, et un label discographique indépendant. Le catalogue du label rassemble des artistes de reggaeton et latino des scènes américaine et internationale. Les artistes comprennent notamment Boy Wonder, Reychesta (es), L.D.A. et Chiko Swagg. Le siège de la société se trouve à Long Island City, dans l'État de New York.
En août 2011, Boy Wonder accueille au sein de son label Jenny « La Voz Sexy ». Elle est en vedette sur le premier single de Latin Girl, présent sur la compilation Chosen Few: Urbano, compilation accueillant également Omega (en) et Cosculluela (en). Également en 2011, Jowell & Randy (en) sont présents sur Chosen Few: Remix avec leur titre Perrame. En janvier 2016, Boy Wonder accueille sur son label Jon Z & Papi Wilo. Boy Wonder part en tournée avec eux le mois suivant dans les pays d'Amérique du Sud (Équateur, Colombie, etc.). Ils y ont connu la renommée, et Boy Wonder promeut leur carrière aux États-Unis.

## Discographie
- 2004 : Chosen Few I : El Documental
- 2005 : El Projet 2005
- 2006 : Chosen Few II: El Documental
- 2007 : Chosen Few: Remix Classicos
- 2008 : Chosen Few III : The Movie
- 2008 : Mi alma se muere
- 2009 : LDA - Revolucionando el gener
- 2010 : Fuego - La Musica del futuro
- 2012 : Chosen Few Urbano - El Journey
- 2013 : Chosen Few Urbano - Continue
- 2015 : Chosen Few Urbano - RD
- 2021 : Chosen Few Fe